# Mezinárodní nomenklatura kosmetických přísad
Mezinárodní nomenklatura kosmetických přísad (INCI) je systém názvů pro vosky, oleje, pigmenty, chemikálie a další složky mýdel, kosmetiky apod., vytvořený na základě vědeckého názvosloví a dalších latinských a anglických slov.

## Tabulka běžných názvů
Tato tabulka obsahuje běžně používané názvy látek a jim odpovídající INCI názvy
| Běžný název                    | Název INCI                                   |
| ------------------------------ | -------------------------------------------- |
| čištěná voda                   | Water (Aqua)                                 |
| vitamin E                      | Tocopherol                                   |
| včelí vosk                     | Beeswax*                                     |
| rostlinný glycerin             | Glycerin                                     |
| ovesné otruby                  | Avena Sativa (Oat) Bran                      |
| bambucké máslo                 | Butyrospermum Parkii (Shea) Butter           |
| šťáva z marakuje               | Passiflora Edulis Fruit Juice                |
| voda z růže                    | Rosa Damascena Flower Water                  |
| malinový extrakt               | Rubus Idaeus (Raspberry) Fruit Extract       |
| bylinný extrakt z juky         | Yucca Schidigera Stem Extract                |
| gel z listů Aloe vera          | Aloe Barbadensis Leaf Juice                  |
| tea tree oil                   | Melaleuca Alternifolia (Tea Tree) Leaf Oil   |
| olej z listů máty peprné       | Mentha Piperita (Peppermint) Oil             |
| olej z listů máty kadeřavé     | Mentha Viridis (Spearmint) Leaf Oil          |
| olej z listů gaultherie        | Gaultheria Procumbens (Wintergreen) Leaf Oil |
| levandulový olej               | Lavandula Angustifolia (Lavender) Oil        |
| olej z listů skořice           | Cinnamomum Cassia Leaf Oil                   |
| olej z citronové kůry          | Citrus Medica Limonum (Lemon) Peel Oil       |
| olej z kůry pomeranče Valencia | Citrus Aurantium Dulcis (Orange) Peel Oil    |
| olej z kůry růžového grepu     | Citrus Paradisi (Grapefruit) Peel Oil        |
| olej z heřmánku římského       | Anthemis Nobilis Flower Oil                  |
| jasmínový olej                 | Jasminum Officinale (Jasmine) Oil            |
| extra panenský olivový olej    | Olea Europaea (Olive) Fruit Oil              |
| zmýdelněný kokosový olej       | Sodium Cocoate                               |
| zmýdelněný palmový olej        | Sodium Palmate                               |
| konopný olej                   | Cannabis Sativa Seed Oil                     |
| olej ze semene jojoby          | Simmondsia Chinensis (Jojoba) Seed Oil       |
| slunečnicový olej              | Helianthus Annuus (Sunflower) Seed Oil       |

## INCI na obalech výrobků
V USA se na základě zákonů Food, Drug, and Cosmetic Act a Fair Packaging and Labeling Act musí na obalech kosmetických výrobků uvádět určité přesné informace. V Kanadě je regulační rámec určen prostřednictvím Food and Drugs Act and Cosmetic Regulations.
V Česku se informace uvádějí na základě povinností uložených zákonem č. 258/2000 Sb., o ochraně veřejného zdraví. Konkrétní podobu určuje vyhláška č. 26/2001 Sb., která v § 2, odst. 1, písm. g) stanovuje přednostní použití názvosloví INCI – není-li to možné, použije se chemický název, název podle CTFA, název podle Evropského lékopisu, název INN doporučený WHO, číslo EINECS, IUPAC, CAS nebo číslo CI (colour index). Tyto právní normy jsou v souladu s právem Evropské unie.
Seznamu přísad kosmetického přípravku v EU naleznete vždy za slovem Ingredients. Přísady se na seznamu uvádějí v sestupném pořadí podle hmotnosti v době jejich přidání do kosmetického přípravku. Přísady v koncentracích menších než 1 % mohou být uvedeny v  jakémkoli pořadí po přísadách, jejichž koncentrace překračuje 1 %.
Kosmetické regulační zákony ukládají povinnosti kvůli bezpečnosti spotřebitelů. Například se přísady deklarují na obalu, aby se u kupujícího snížilo riziko alergické reakce na složku, na kterou má alergii. Názvy INCI jsou určeny pro uvádění v deklaracích u všech výrobků pro osobní péči. Systém tak umožňuje identifikovat složky výrobku.